# Stylidium neglectum
Stylidium neglectum är en tvåhjärtbladig växtart som beskrevs av Mildbraed. Stylidium neglectum ingår i släktet Stylidium och familjen Stylidiaceae. Inga underarter finns listade i Catalogue of Life.